# Jermaine Easter
Jermaine Maurice Easter (ur. 15 stycznia 1982 w Cardiff) - walijski piłkarz występujący na pozycji napastnika. Obecnie jest zawodnikiem angielskiego Bristol Rovers.
Od 2007 roku Easter rozegrał 10 spotkań w reprezentacji Walii.